# Antiga trattoria Bagutto
A 'Trattoria Bagutto é um restaurante de Milão, situado no bairro de Ponte Lambro, na periferia leste da cidade.
É considerado o restaurante mais antigo da Itália e o segundo da Europa, depois do Stiftskeller St. Peter de Salzburgo.

## História
O Berlochium, termo lombardo que significa "lugar onde se come", aparece em um documento de troca de propriedade imobiliária, datado de 1284. Sua localização, a 6 km da estrada Paullese (uma estrada de origem romana entre Milão e Cremona), perto de um canal que permitia a travessia do rio Lambro, evidencia a probabilidade de uma origem ainda mais antiga.
Surgiu no extinto município de Morsenchio, às margens do canal Spazzòla ou Molinara, onde foram construídos moinhos, dentre eles o moinho Spazzòla, que existe até hoje.
No século XV, ⁣a propriedade pertencia a uma instituição de caridade milanesa chamada "Luogo pio delle Quattro Marie"(em português Lugar das quatro Marias). A pousada assumiu nomes diferentes ao longo do tempo: "Hosteria dei Gamberi" (em português, "Pousada dos Camarões"), no século XV, em 1580, "Hosteria delle Quattro Marie alla Canova"(em português, "Pousada das quatro Marias em Canova"). Canova era o nome dado à fazenda que ficava nas proximidades, também pertencente à organização de caridade.
No início do século XVIII, a propriedade foi transferida aos condes Durini, mais tarde à família Ranieri e, em 1780, à família Merlini. Em 1871, passou à família Conti e, em 1894, foi comprada por Mosè Mandelli, cujos descendentes ainda detêm a posse.
O edifício apresenta uma lareira do século XVI.

## Conteúdos relacionados
- Stiftskeller São Pedro